# Вадер, Ханнес
Ханнес Вадер (нем. Hannes Wader, настоящее имя Ханс Эккард Вадер; род. 23 июня 1942, Билефельд) — немецкий автор-исполнитель.

## Биография
Родился в 1942 году в Билефельде, Северный Рейн-Вестфалия. Стал известен после своих выступлений в Burg Waldeck в 1960-х годах. Вадер был важной фигурой в немецких левых кругах с 1970 года, во многих своих песнях протестовал против угнетения пролетариата в Европе и Латинской Америке. Помимо собственных, Вадер исполнял песни и других авторов, в том числе не менее известного певца, актёра и своего единомышленника Эрнста Буша. В 1977—1991 был членом Германской коммунистической партии.
В 1970-х сосредоточился на народных песнях.
Со временем политический репертуар Вадера уступил место лирическому. Так, в 1996 году он записал альбом с песнями Карла Микаэля Бельмана, а на следующий год — альбом песен Франца Шуберта. Он издал множество альбомов и выступал на концертах под открытым небом и в клубах до 2017 года. Его последний концерт был 30 ноября 2017 года в Берлине.
После четырёхлетнего перерыва в сентябре 2021 года он вернулся на сцену с 90-минутным концертом. В своём родном городе Билефельде он играл известные песни и читал тексты из своей автобиографии.

## Награды
| Год  | Награда            | Комментарий                           | Результат | Ист.  |
| ---- | ------------------ | ------------------------------------- | --------- | ----- |
| 2012 | RUTH               | —                                     | Победа    | [ 5 ] |
| 2013 | Echo               | «За дело всей жизни»                  | Победа    | [ 6 ] |
| 2022 | Премия Роттендорфа | За заслуги перед нижненемецким языком | Победа    | [ 7 ] |